# Lake Tanglewood
Lake Tanglewood est un village situé au nord-est du comté de Randall, au Texas, aux États-Unis,.

## Démographie
Lors du recensement de 2010, le village comptait une population de 796 habitants. Elle est estimée, en 2016, à 870 habitants.

### Source de la traduction
- (en) Cet article est partiellement ou en totalité issu de l’article de Wikipédia en anglais intitulé « Lake Tanglewood, Texas » (voir la liste des auteurs).